# Lago Bonneville
Il lago Bonneville era un lago del Pleistocene, che occupava oltre 50.000 km2 nella regione del Gran Bacino, nell'America Settentrionale: era compreso per la maggior parte nell'odierno Utah, oltre che nell'Idaho e in Nevada. Formatosi circa 32.000 anni fa, esistette fino a circa 14.000 anni fa; in seguito a cambiamenti climatici, il lago iniziò a prosciugarsi, lasciando come resti il Gran Lago Salato, il lago Utah, il lago Sevier, il lago Rush, il Piccolo Lago Salato ed il deserto salato di Bonneville. Era profondo oltre 300 metri.
Attorno a 15.000 anni fa, il fiume Bear iniziò a trasportare le sue acque nel lago, alzando il suo livello oltre il Red Rock Pass; di conseguenza il lago debordò oltre questo, distruggendo una diga naturale e diminuendo il suo livello di oltre 100 metri, nel corso di uno straripamento che secondo alcune stime durò più di anno.
Prende il nome da Benjamin Louis Eulalie de Bonneville, un ufficiale di origine francese dell'esercito degli Stati Uniti che esplorò la regione.